# 澳門巴士27路線
澳門巴士27路線是由澳巴經營，往返望廈和青洲的巴士路線。

## 簡介及歷史
- 2011年6月12日，配合交通事務局實施第四階段巴士路線調整，本線開設，由新福利及澳巴聯營，服務時間為07:00-20:00，班距20分鐘，[1]走線如下：

| 序號 | 站名               |
| ---- | ------------------ |
| 1    | 青洲總站           |
| 2    | 跨境工業區         |
| 3    | 青洲／鴨涌河       |
| 4    | 街總社區服務大樓   |
| 5    | 巴波沙大馬路       |
| 6    | 關閘總站           |
| 7    | 看台街             |
| 8    | 中心街             |
| 9    | 勞動節大馬路       |
| 10   | 東北大馬路／保利達 |
| 11   | 馬場北大馬路       |
| 12   | 關閘總站           |
| 13   | 看台街／騎士馬路   |
| 14   | 關閘馬路           |
| 15   | 三角花園           |
| 16   | 第二警司處         |
| 17   | 青洲／嘉應花園     |
| 18   | 青洲／美居廣場     |
| 19   | 青洲／美樂花園     |
| 20   | 工業園街           |
| 21   | 青洲總站           |

- 2011年8月1日，本線改由維澳蓮運營運，並調整服務時間為07:00-22:00，班距15分鐘。

- 2012年4月18日，新增停靠「鴨涌河變電站」站，取消停靠「街總社區服務大樓」站。[2]

- 2013年8月1日，新增停靠「青葱大廈」站。[3]

- 2014年7月1日，本線改由新時代營運，並調整本線服務時間為07:00-22:00，班距15分鐘。

- 2014年12月18日，配合珠澳跨境工業區口岸及關閘邊檢大樓實行新通關安排，調整本線服務時間為06:00-22:00。[4]

- 2016年4月25日起，配合客量上升，本線改用中巴行駛。

- 2016年7月2日，因巴士站合併，取消停靠「青洲／美居廣場」站。[5]

- 2016年9月4月，暫不停靠「看台街／騎士馬路」、「關閘馬路」及「三角花園」站，臨時停靠在祐漢新村第一街近吉祥樓增設「吉祥樓」臨時站和「拱形馬路／蓮峰廟」站。[6]

- 2016年9月30日，上述措施改為永久實施，「吉祥樓」臨時站改為「祐漢第一街」站。[7]

- 2017年4月29日，往青洲方向取消停靠「馬場北大馬路」站、「關閘總站」，改停靠「關閘廣場」站。[8]

- 2017年8月23日，颱風天鴿襲澳，「關閘總站」受到嚴重風暴潮破壞暫停使用，本線取消停靠該站。

- 2017年12月22日起，暫不停靠「君悅灣」站。

- 2018年7月21日，「君悅灣」站改名為「海上居」。[9]

- 2018年8月1日，本線改由澳巴經營。是繼開線以來，澳巴再次經營本線。

- 2018年12月15日，恢復停靠「關閘總站」。

- 2019年6月1日，服務時間調整至06:00-00:00。

- 2019年7月27日起，“第二警司處”站改名為“北區警司處”。

- 2021年1月1日起，為配合新巴士合同，本線更新目的地資訊，由「黑沙環」更名為「勞動節大馬路」。

- 2021年8月7日，為配合青茂口岸即將開通，多個巴士站開始改名：[10]
  - “鴨涌河變電站”站改名為“青茂／鴨涌河變電站”；
  - “青葱大廈” 站改名為“青茂／青葱大廈”。

- 2021年10月16日起，總站改為望廈總站，循環點改為青洲，改停靠位於青洲上街的「青洲總站」。[11][12]

- 2022年6月24日01:00起，因應翡翠廣場實施封控措施，「中心街」站暫停使用，臨時停靠「祐漢街市」站。[13]

- 2022年6月28日17:30起，因應裕華大廈實施封控措施，“勞動節街／裕華”站暫停使用。[14]

- 2022年7月11日至17日，因實施「全澳相對靜止管理」措施，本線暫停營運。[15]

- 2022年7月18日至22日，因宣佈延長“相對靜止管理”措施，本線維持上述措施。[16]

- 2022年7月23日起，本線恢復營運，同時由當日至8月7日臨時開設特班車路線往返新城A區的公共房屋群地盤。[17]

- 2022年7月23日至28日，因祐漢吉祥樓被列為封控區，“祐漢第一街”站暫停使用，臨時停靠“永定街”站。[18]

## 本線特色
- 本線是新巴士服務模式前最後一條新增的路線
- 本線是唯一一條經過三個澳門區邊境口岸的日間路線
（跨境工業區邊檢大樓、青茂口岸、關閘邊檢大樓）
- 本線是唯一一條全程均在澳門北區內行走的日間路線
- 本線是唯一一條往返程均途經關閘的日間路線
- 本線是首條使用大巴往返青洲的巴士路線

## 使用車輛

### 新福利及澳巴聯營時期
- 澳巴：豐田Coaster
- 新福利：三菱Rosa

### 維澳蓮運時期
- 宇通ZK6770HG

### 新時代時期
接辦後至2016年4月24日：

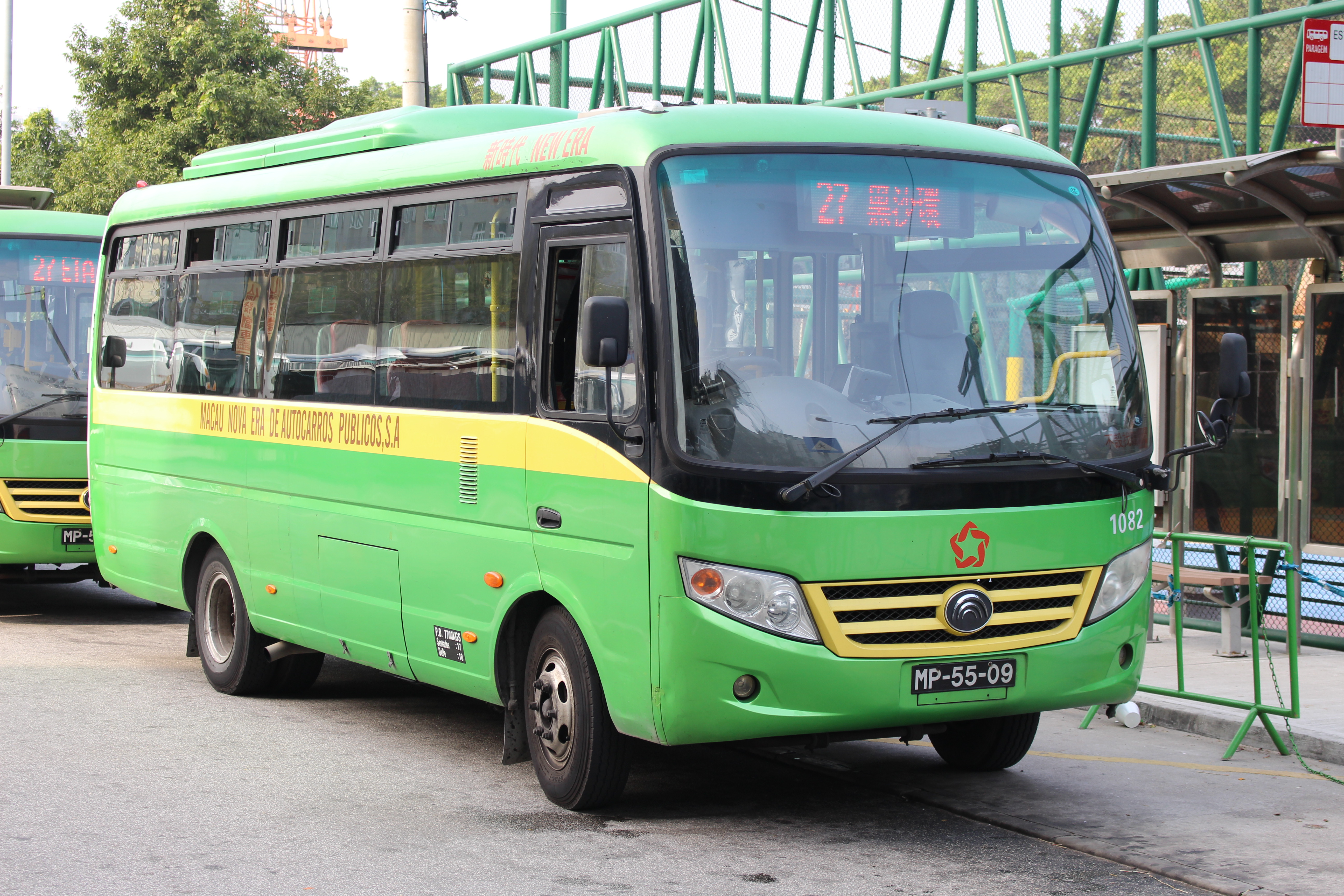
宇通ZK6770HG
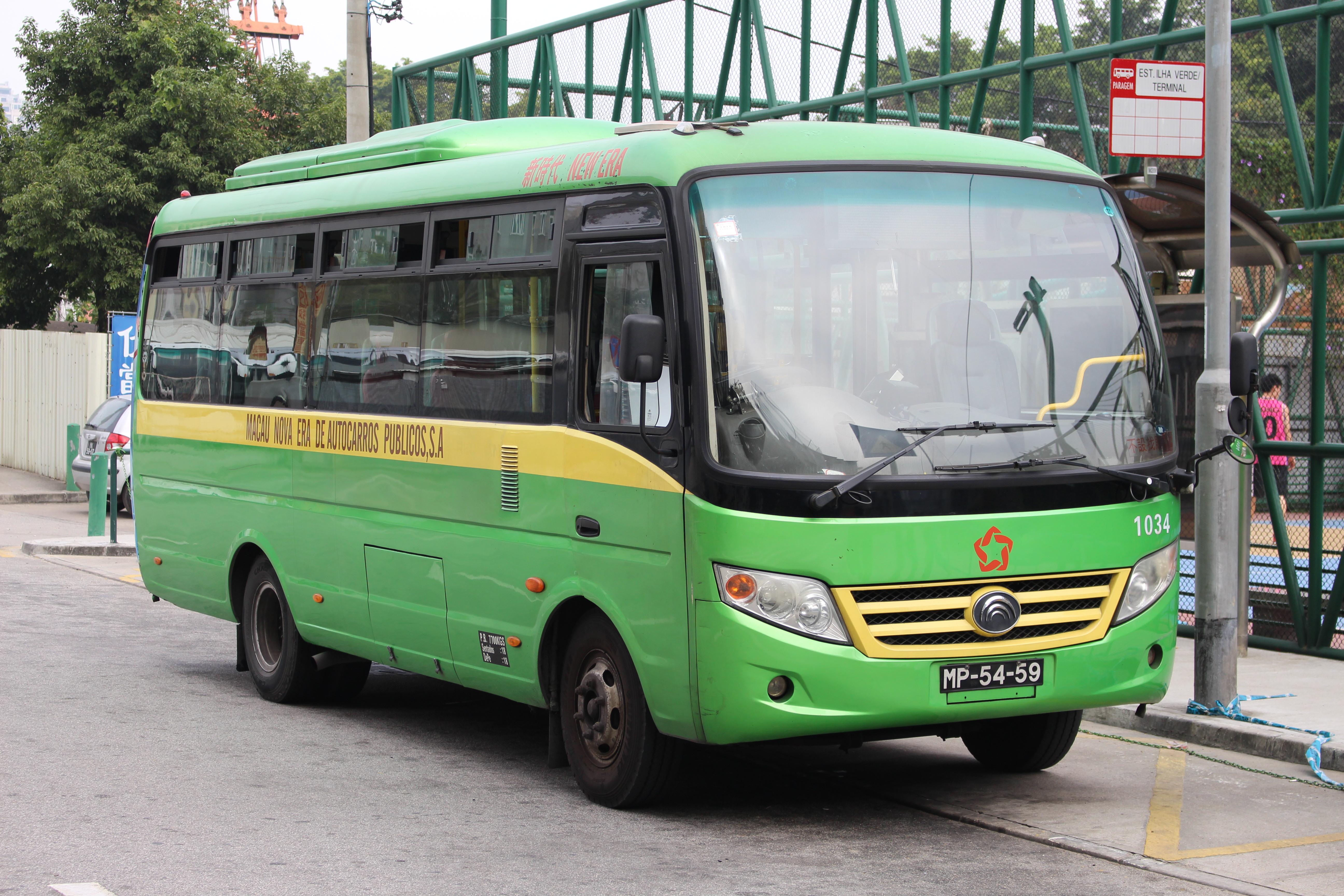
宇通ZK6770HG
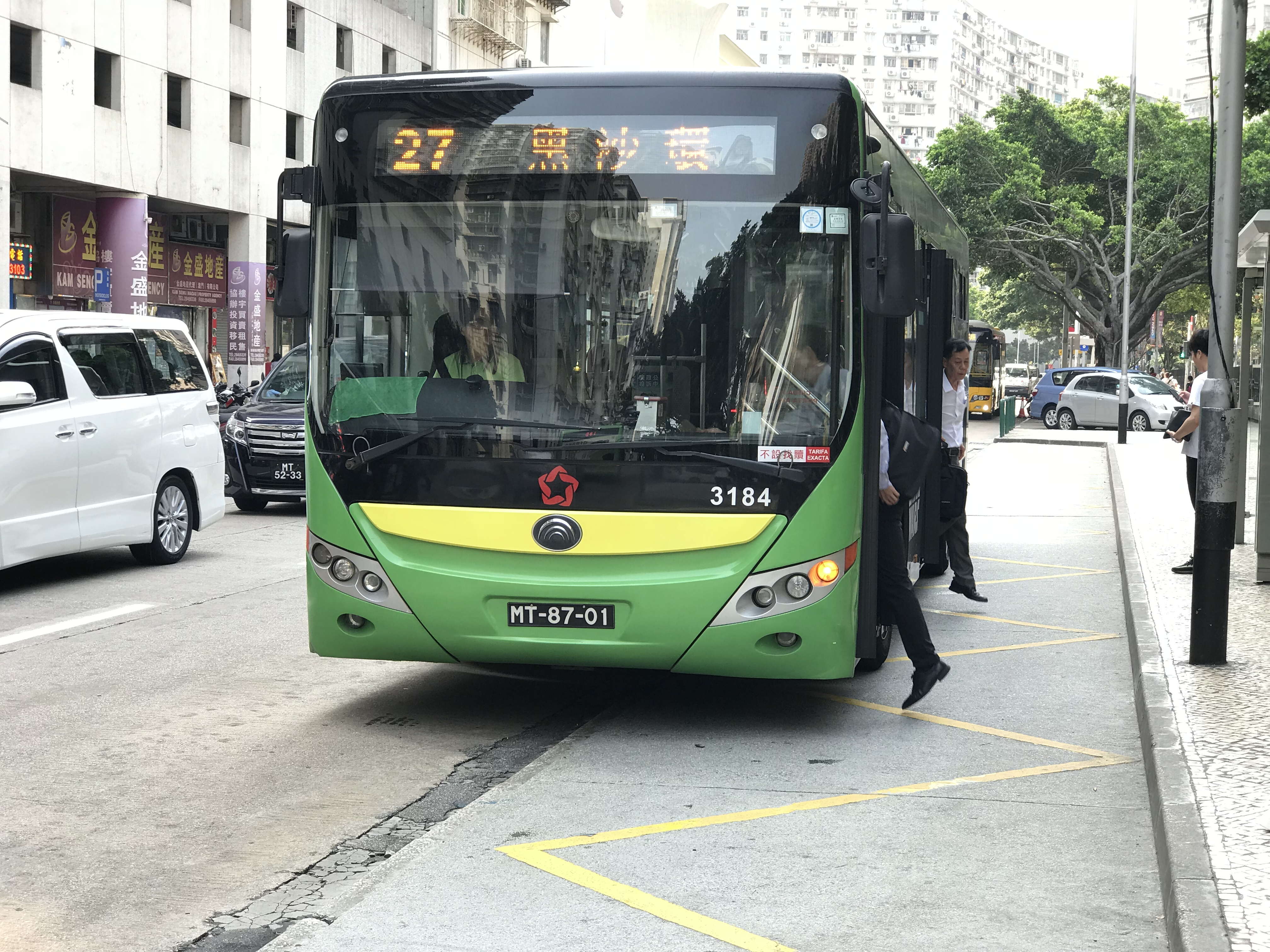
宇通ZK6118HGE

2016年4月25日起：
- 宇通ZK6902HG

2017年9月4日起：
- 宇通ZK6118HGE

### 澳巴時期
2022年4月16日前：

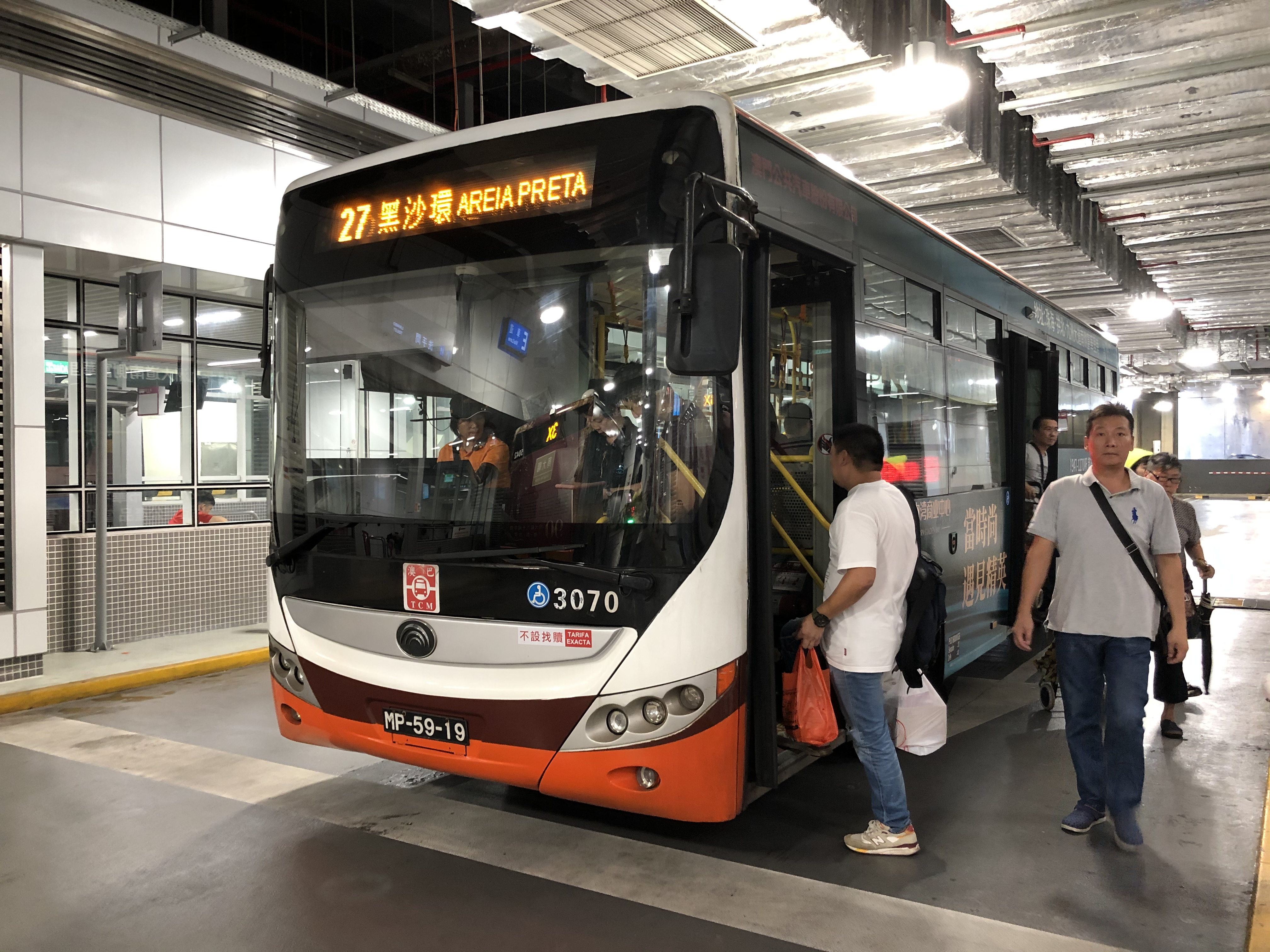
宇通ZK6118HGE
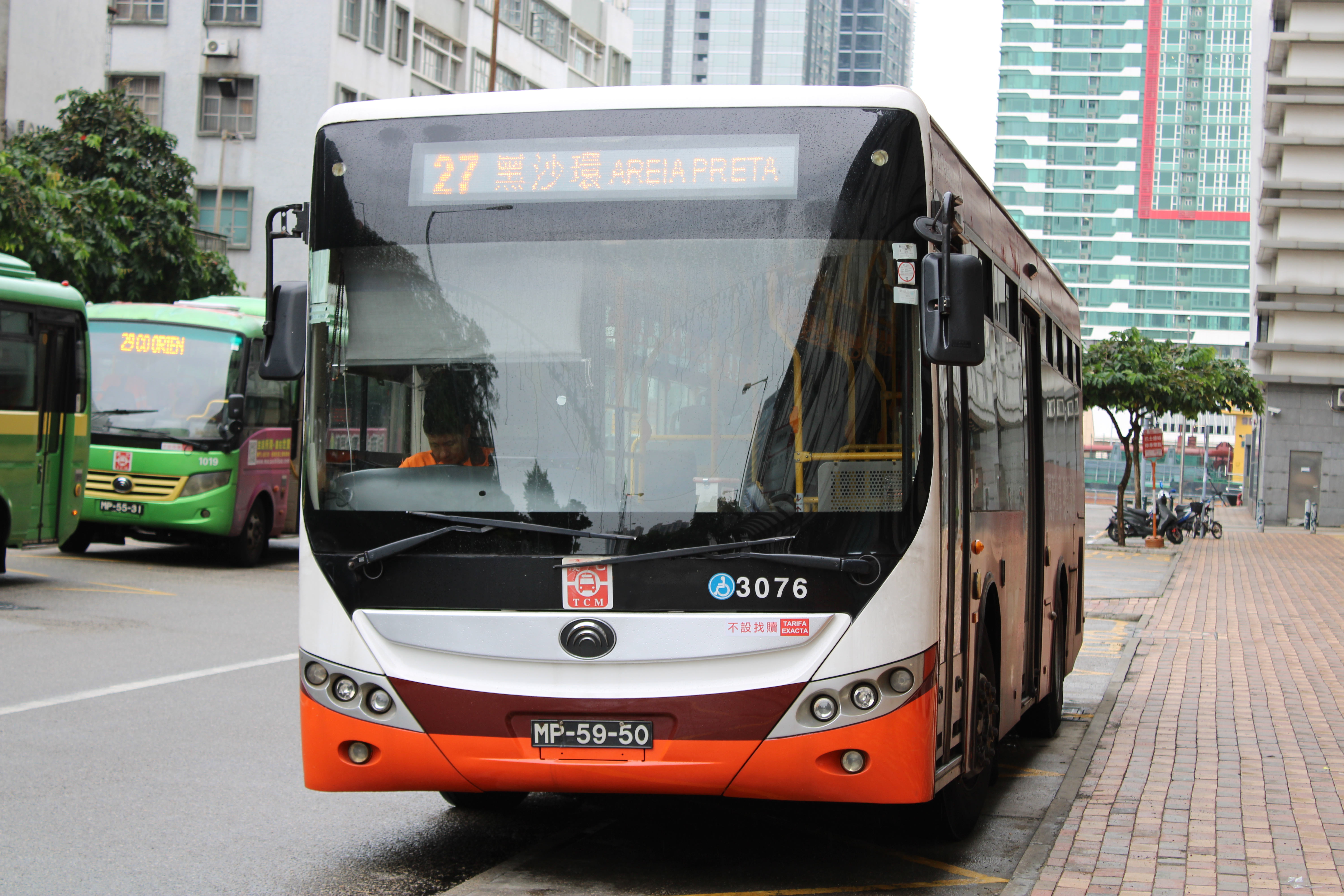
宇通ZK6118HGE
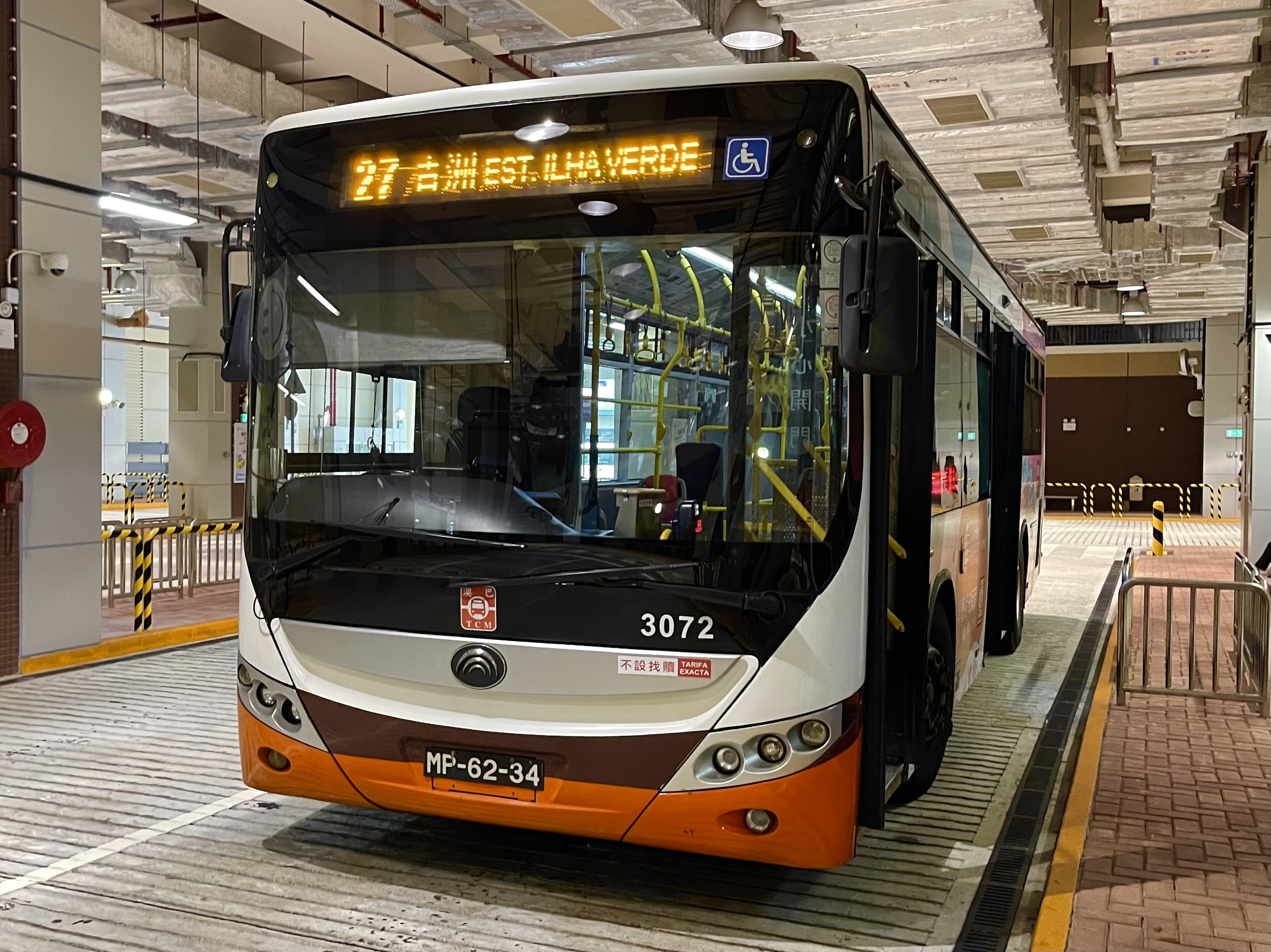
宇通ZK6118HGE
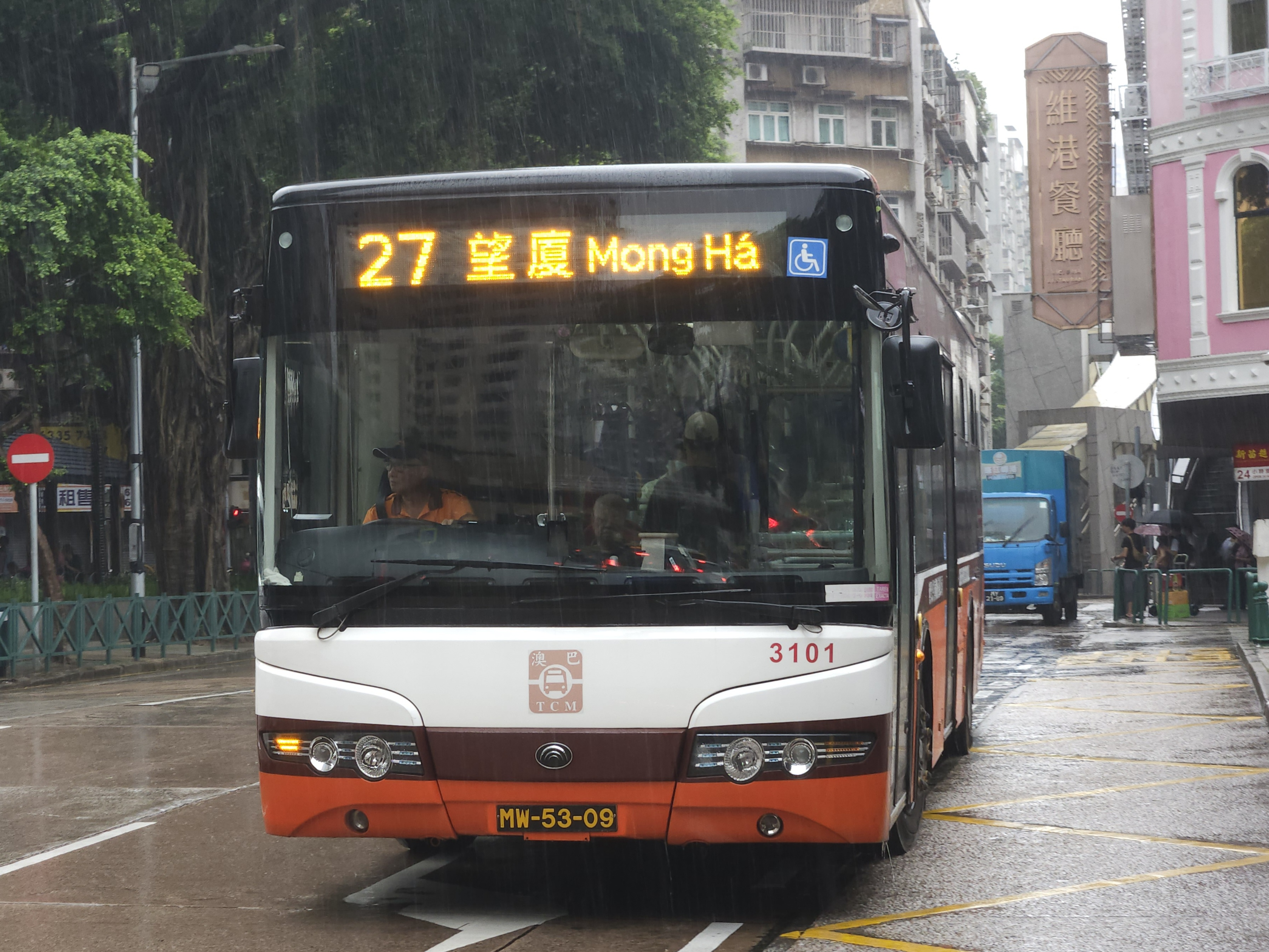
宇通ZK6115HG1
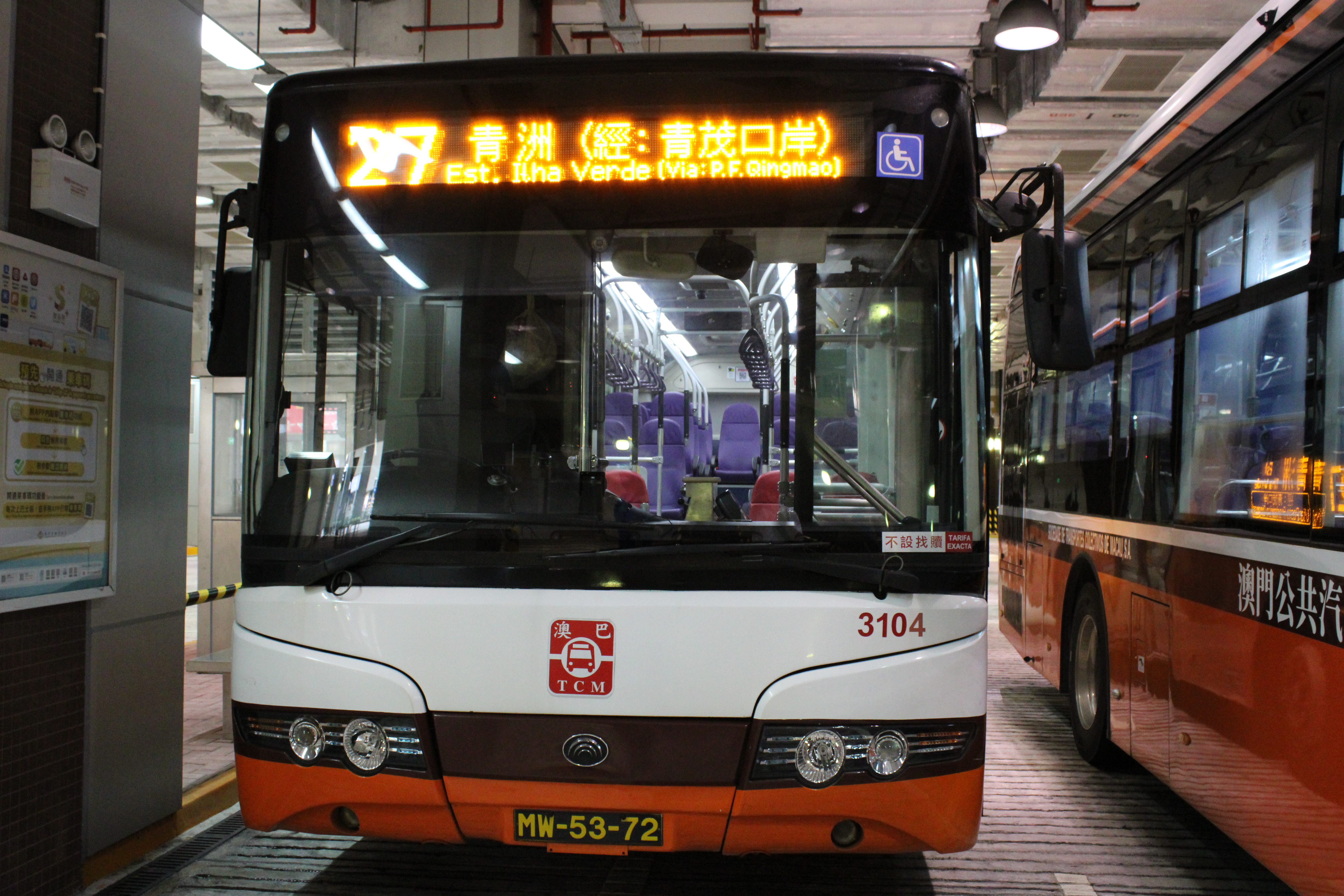
宇通ZK6115HG1
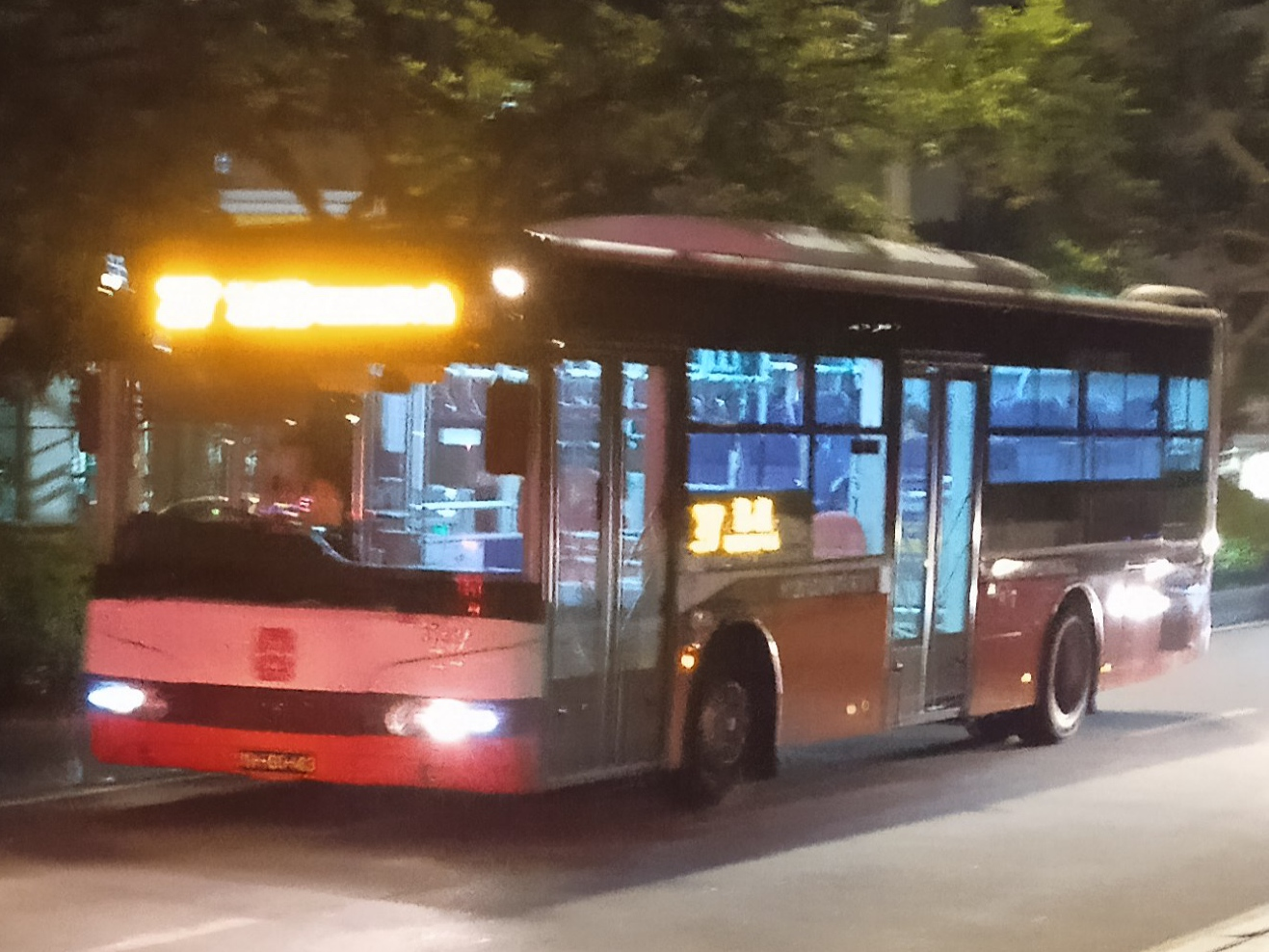
宇通ZK6115HG1
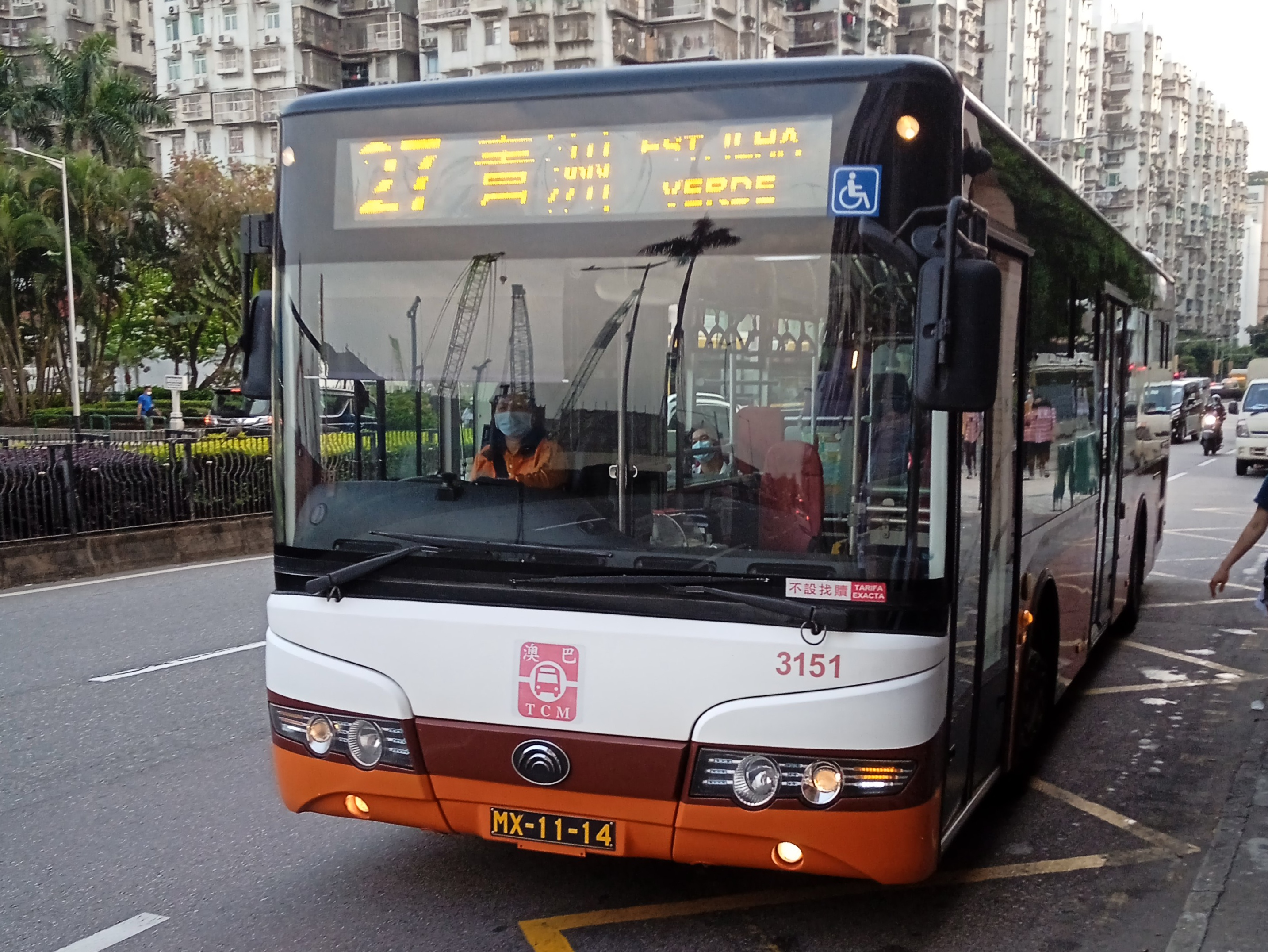
宇通ZK6105HG
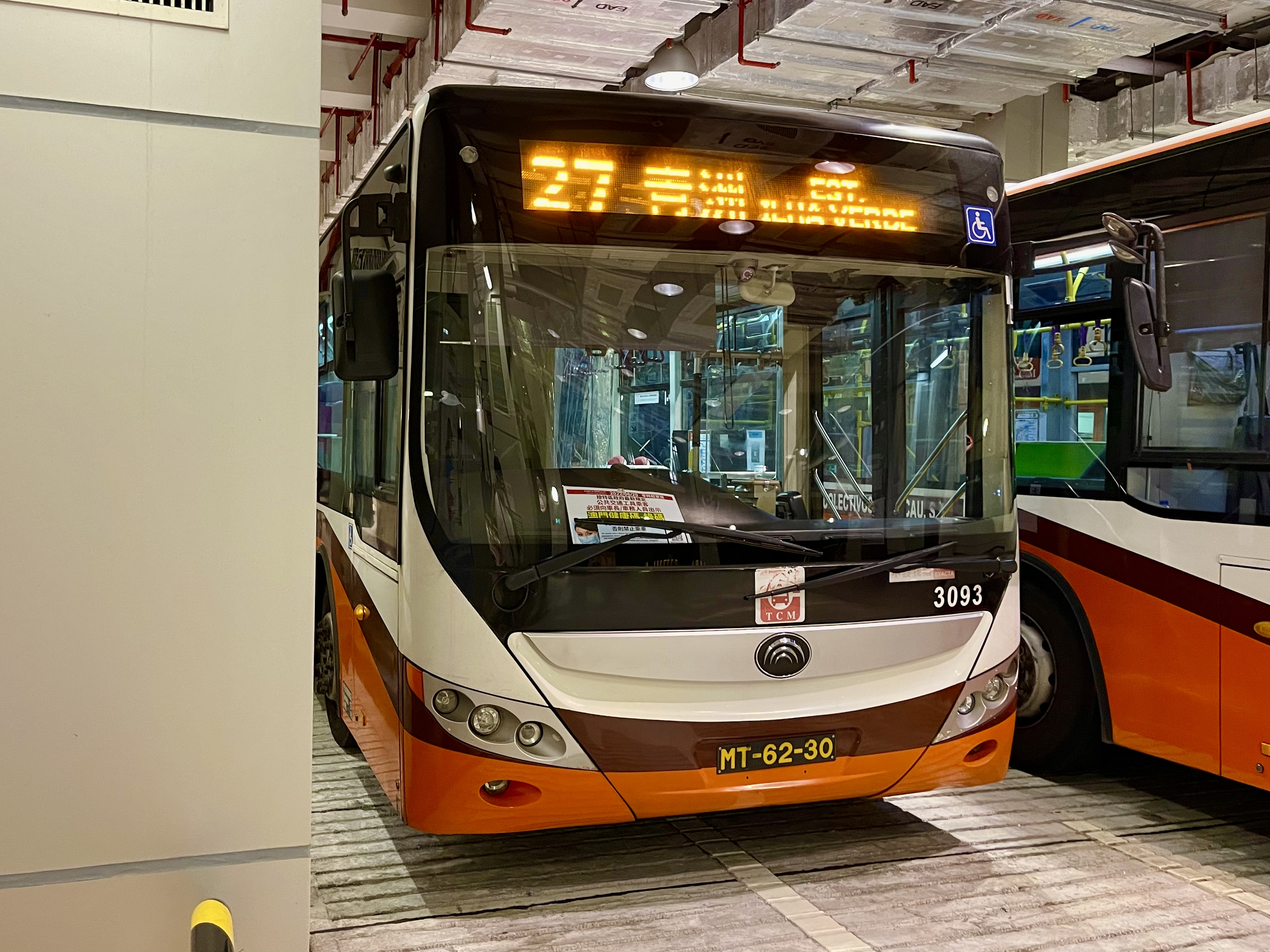
宇通ZK6118HGE
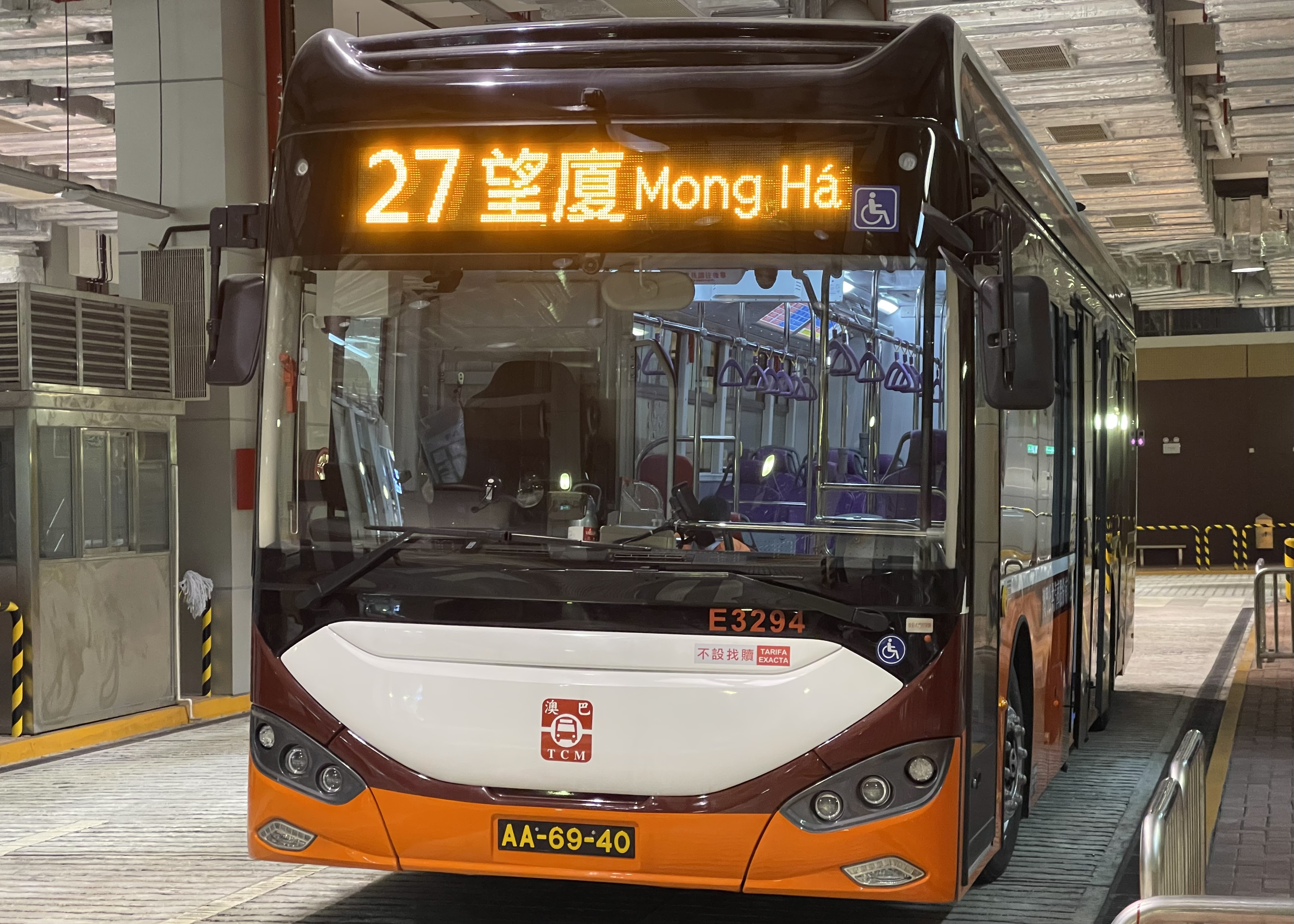
蘇州金龍KLQ6116GHEV
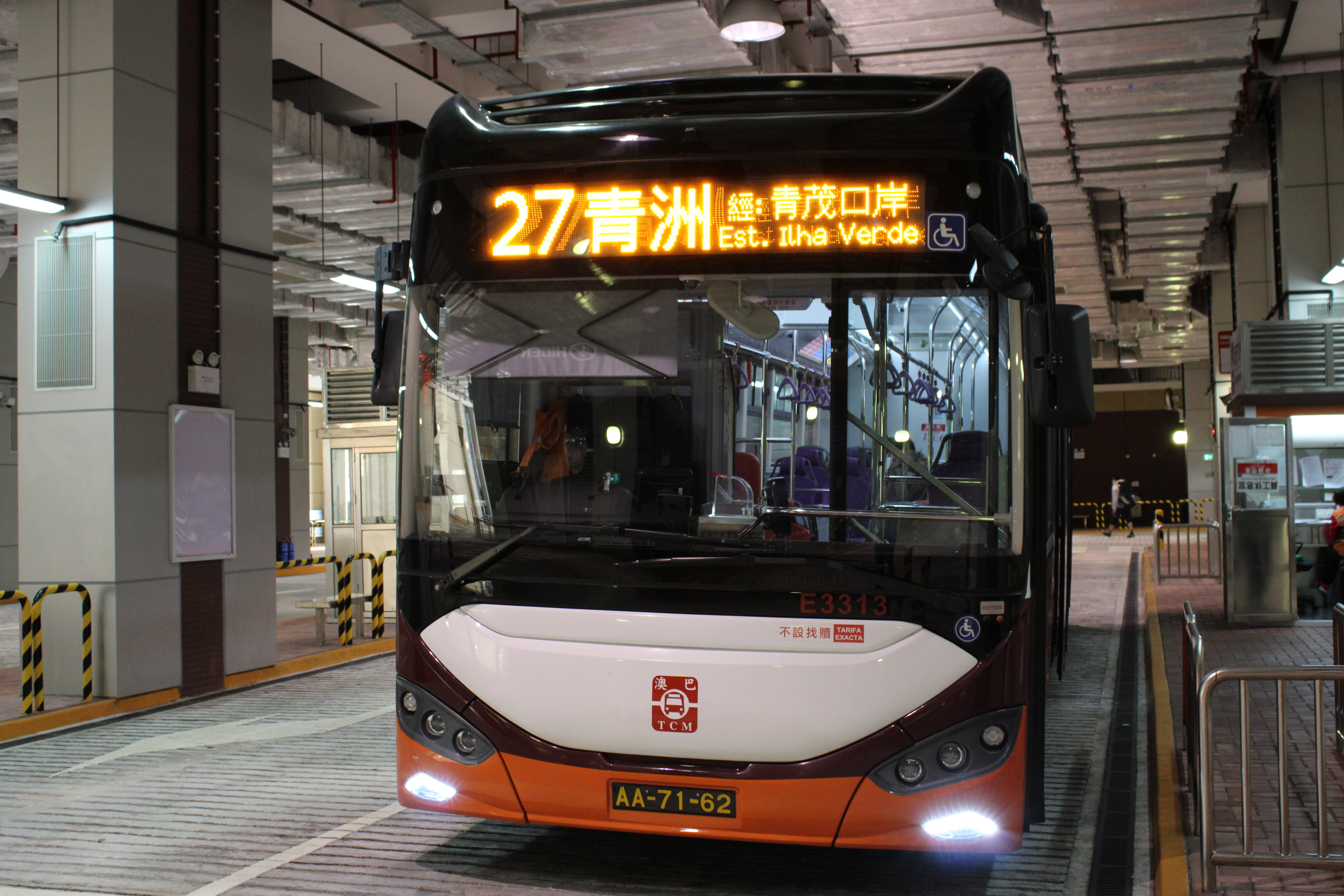
蘇州金龍KLQ6116GHEV
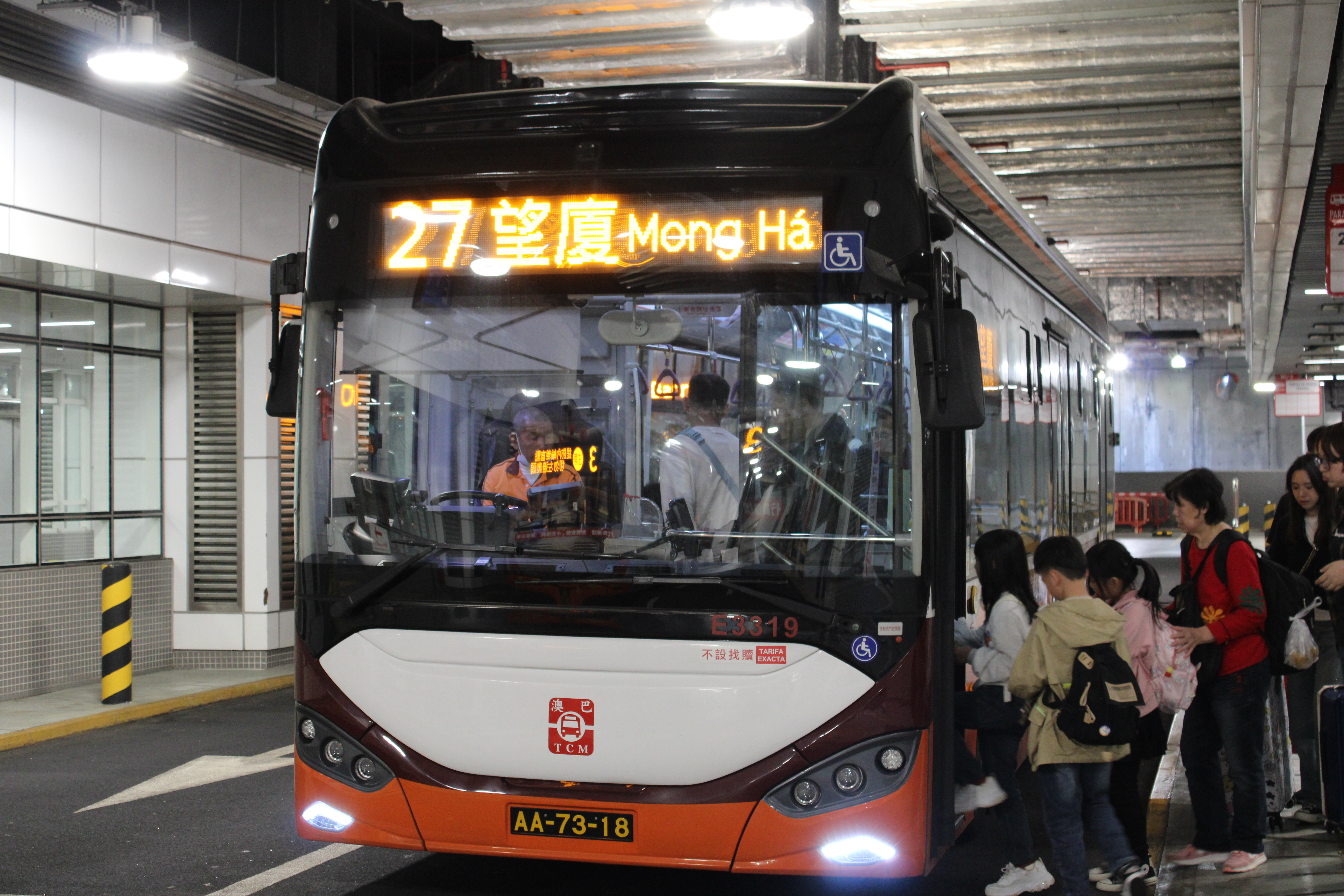
蘇州金龍KLQ6116GHEV
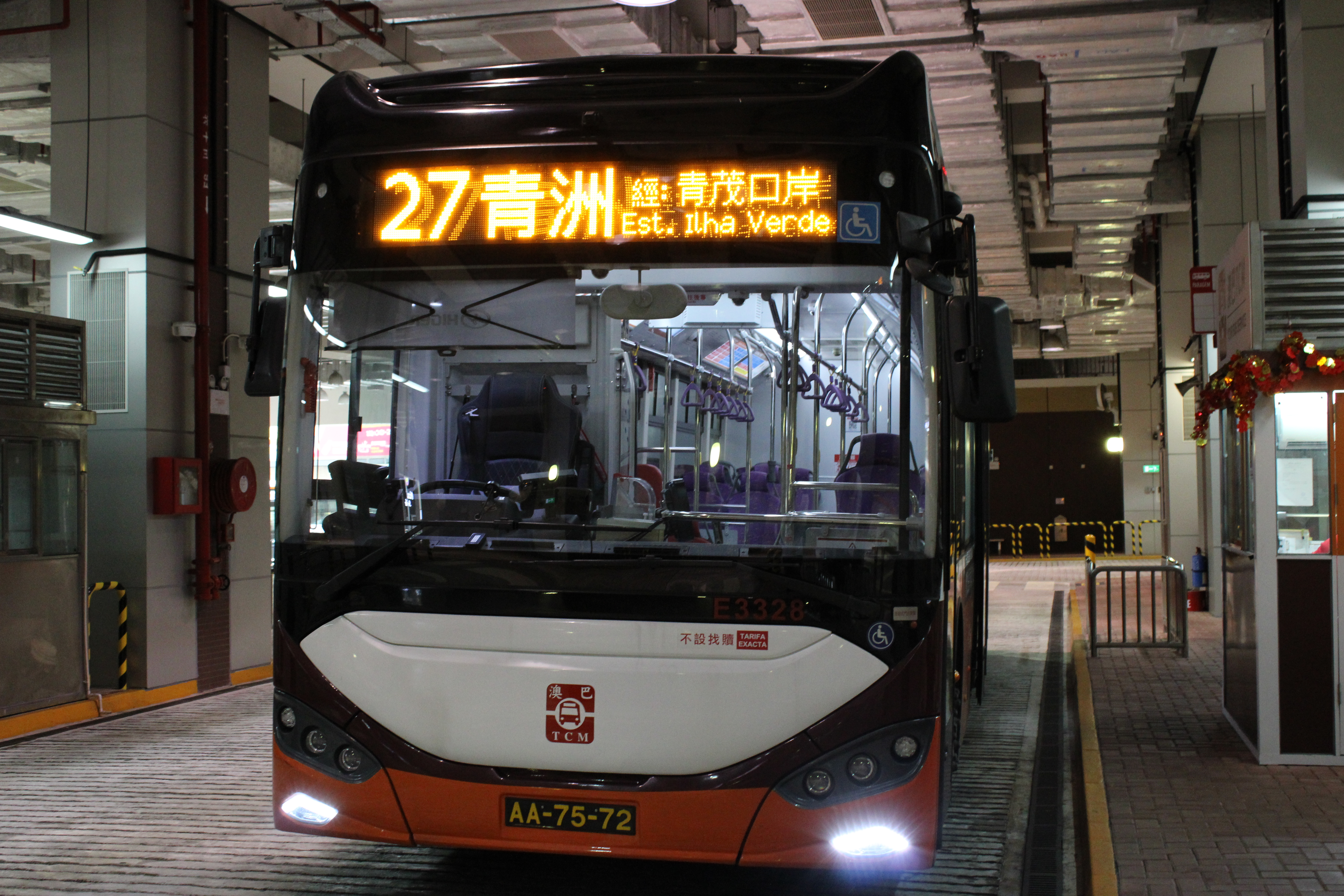
蘇州金龍KLQ6116GHEV
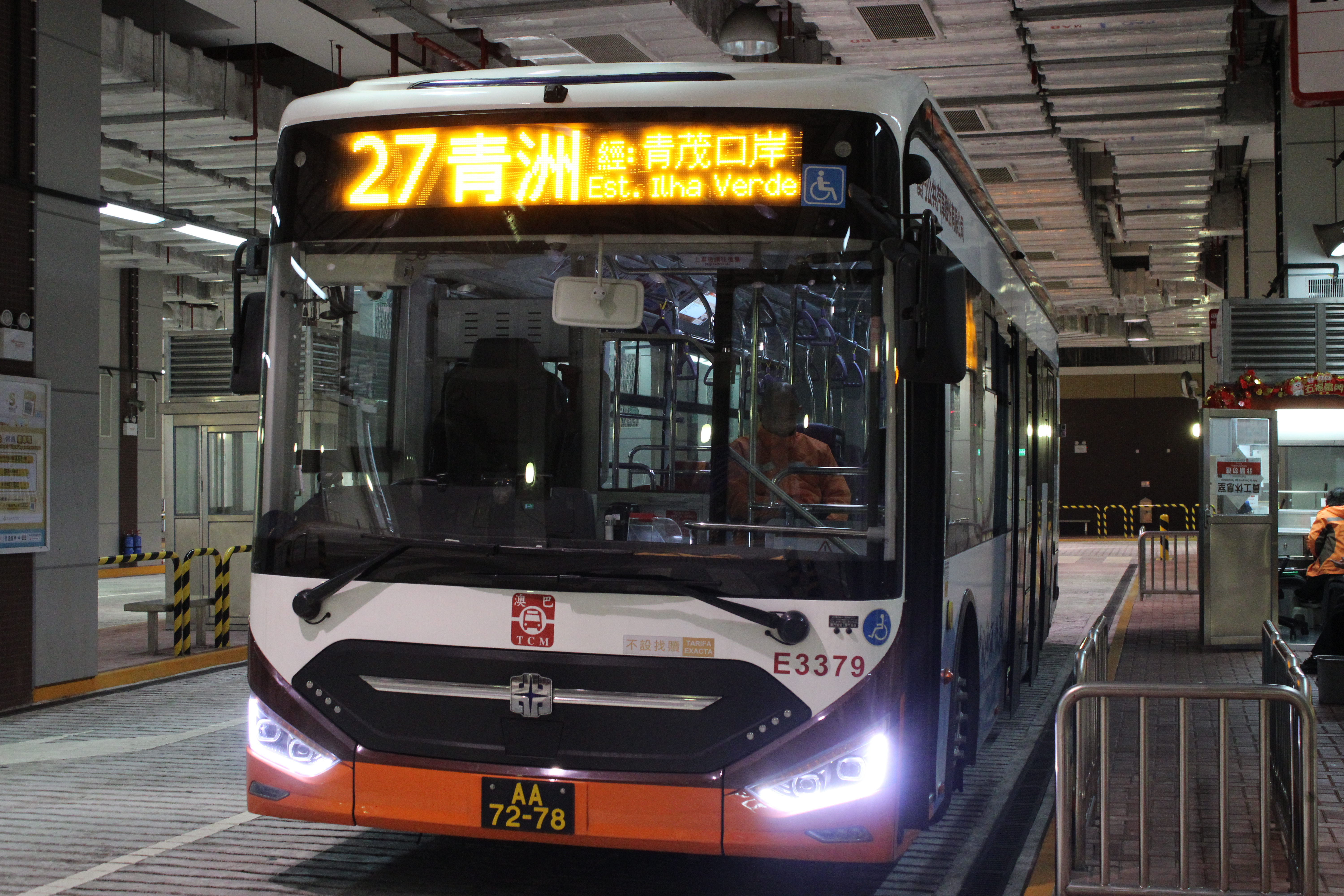
中通LCK6113SHEVG
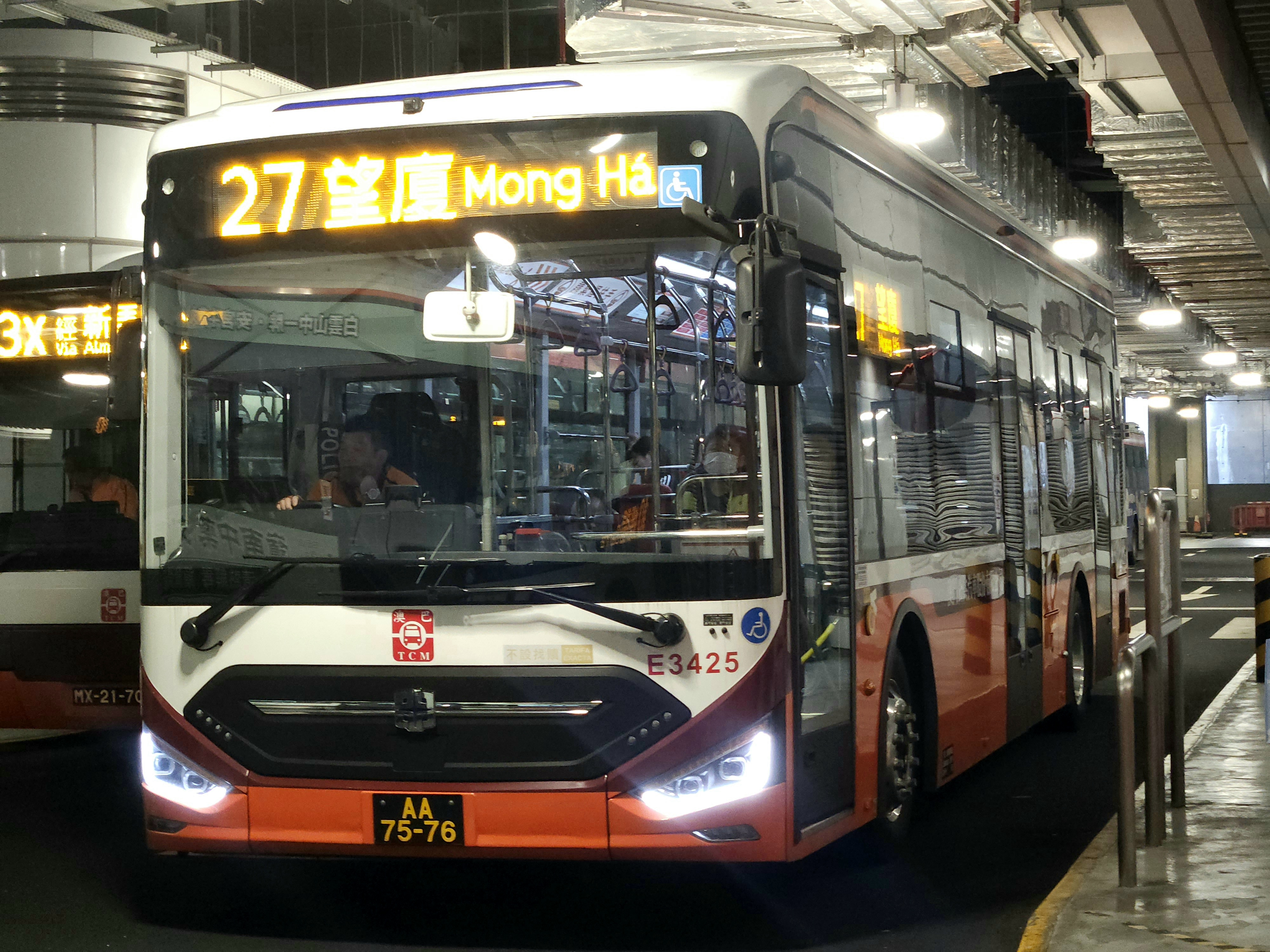
中通LCK6113SHEVG
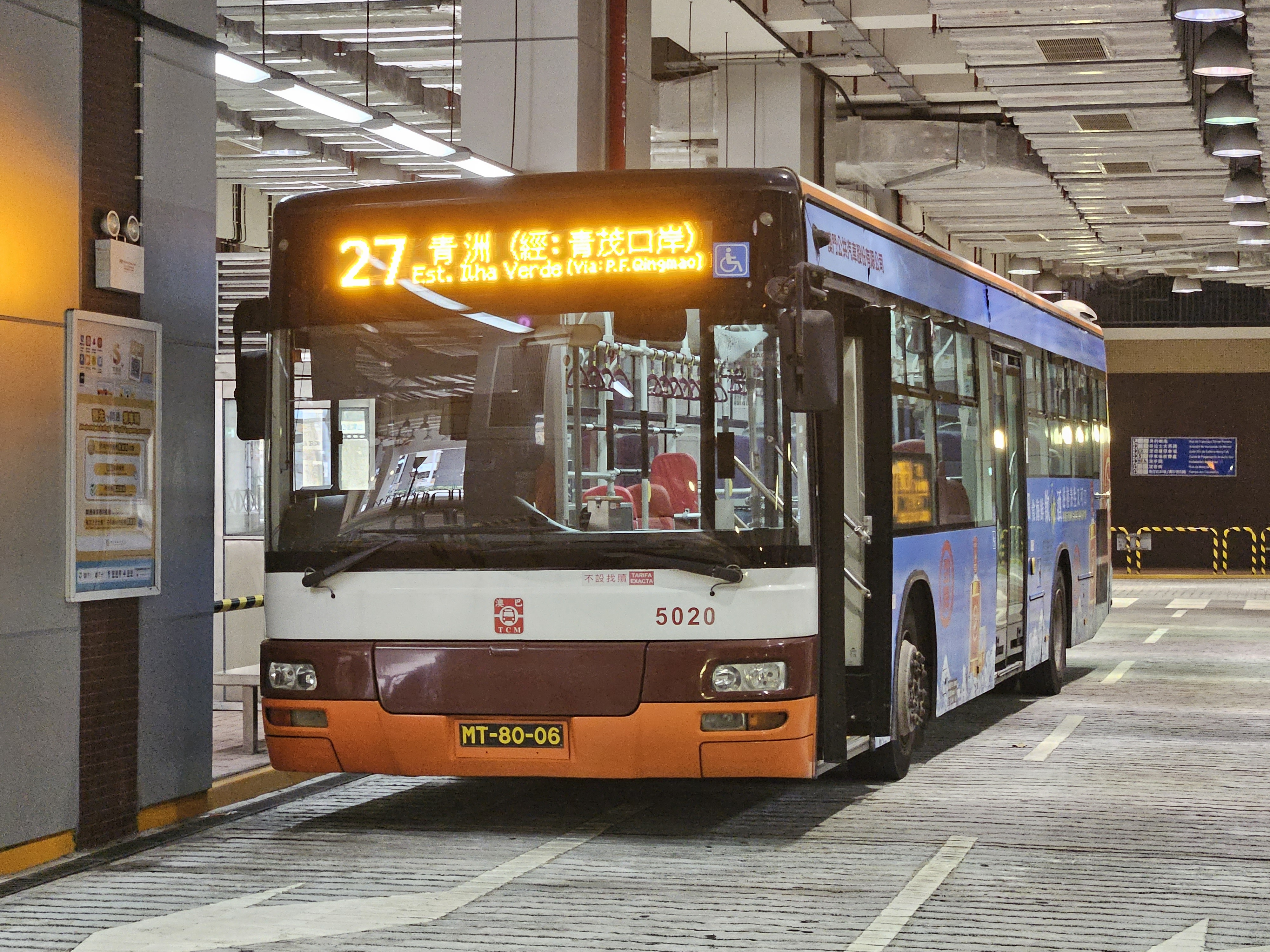
宇通ZK6128HGE
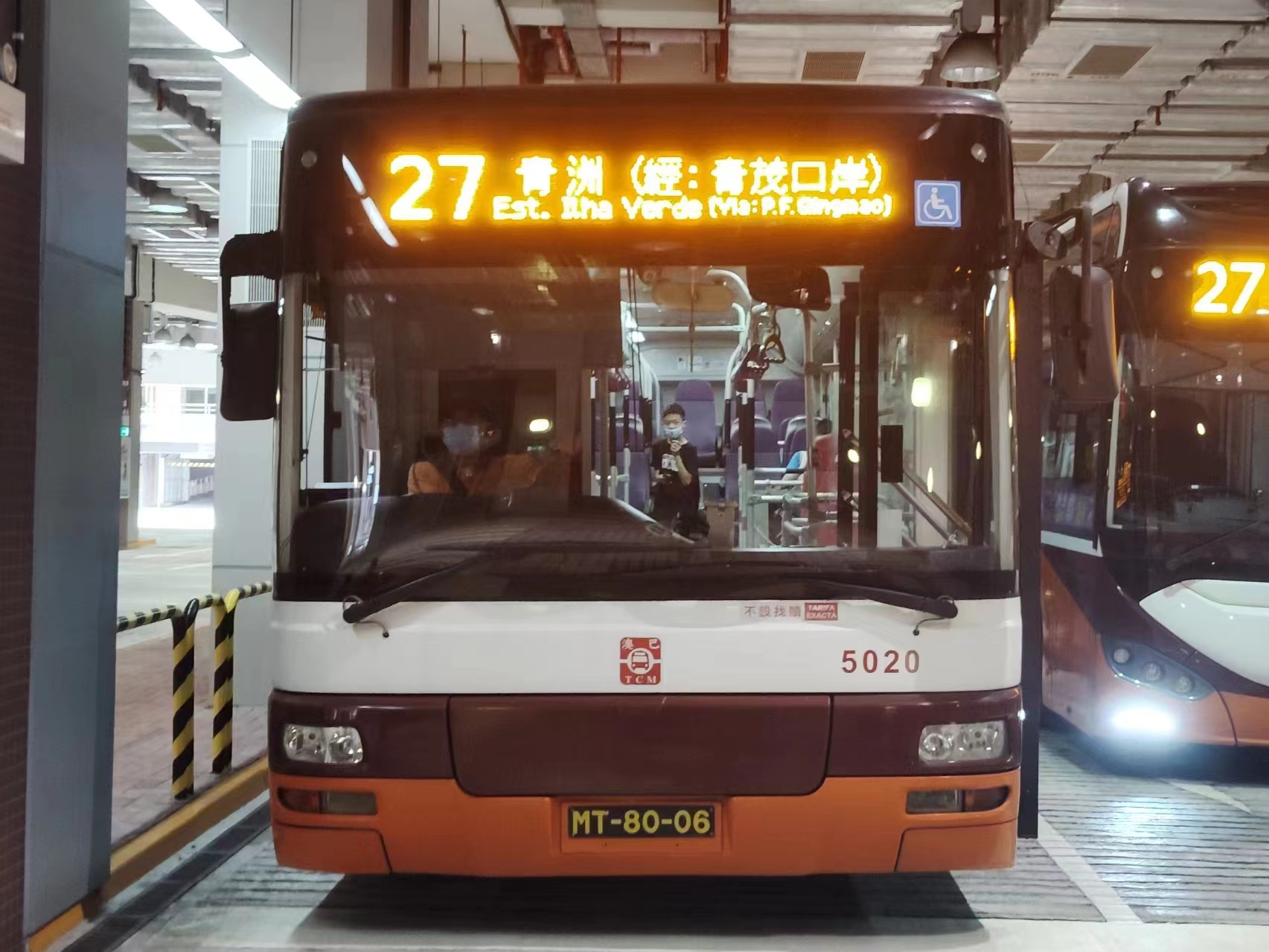
宇通ZK6128HGE

2022年4月16日起：
- 宇通ZK6118HGE
- 宇通ZK6115HG1

2022年4月23日起：
- 宇通ZK6118HGE

2023年1月9日起：
- 蘇州金龍KLQ6116GHEV

## 電牌
| 往望廈方向                | 往望廈方向           | 往望廈方向 |
| 日期                      | 頭牌                 | 圖例       |
| ------------------------- | -------------------- | ---------- |
| 2021年1月1日前            | 黑沙環               |            |
| 2021年1月1日至10月15日    | 勞動節大馬路         |            |
| 2021年10月16日起          | 望廈                 |            |
| 往青洲方向                |                      |            |
| 日期                      | 頭牌                 | 圖例       |
| 2023年1月前               | 青洲                 |            |
| 2023年1月起至2023年6月9日 | 青洲（經：青茂口岸） |            |
| 2023年6月10日起           | 青洲 經：青茂口岸    |            |

## 路線資料

### 收費
| 收費類別     | 收費類別                      | 收費類別             | 費用 |
| ------------ | ----------------------------- | -------------------- | ---- |
| 現金         | 現金                          | 現金                 | $6.0 |
| 境外支付工具 | 支付寶（內地及香港）          | 支付寶（內地及香港） | $6.0 |
| 境外支付工具 | 雲閃付 非綁定澳門銀聯卡       |                      | $6.0 |
| 境外支付工具 | 微信支付（內地及香港）        |                      | $6.0 |
| 境外支付工具 | 交通聯合 非澳門發行的全國通卡 |                      | $6.0 |
| 境內支付工具 | 澳門通                        | 全民卡               | $3.0 |
| 境內支付工具 | 澳門通                        | 學生卡               | $1.5 |
| 境內支付工具 | 澳門通                        | 長者卡               | 免費 |
| 境內支付工具 | 澳門通                        | 殘疾卡               | 免費 |
| 境內支付工具 | 聚易用＋                      | 聚易用＋             | $3.0 |

### 服務時間及班距
| 服務時間                     | 每天        |
| ---------------------------- | ----------- |
| 望廈總站                     | 06:00-00:00 |
| 班距                         | 10-15分鐘   |
| 懸掛8號風球後1小時開出尾班車 |             |

### 路線停站
| 27   | 望廈 ↺ 青洲 | 望廈 ↺ 青洲                | 望廈 ↺ 青洲        |
| 序號 | 循環線      | 循環線                     | 循環線             |
| 序號 | 站號        | 站名                       | 出入境口岸         |
| 1    | M32/4       | 望廈總站                   |                    |
| 2    | M215        | 福泰工業大廈               |                    |
| 3    | M219/2      | 勞動節大馬路               |                    |
| 4    | M235        | 東北大馬路／保利達         |                    |
| 5    | M247        | 海上居                     |                    |
| 6    | M9          | 關閘廣場                   | 關閘邊檢大樓       |
| 7    | M281        | 祐漢第一街                 |                    |
| 8    | M11         | 拱形馬路／蓮峰廟           |                    |
| 9    | M12         | 北區警司處                 |                    |
| 10   | M21/1       | 青洲／嘉應花園             |                    |
| 11   | M273        | 青茂／青葱大廈             | 青茂口岸           |
| 12   | M210        | 青洲／美樂花園             |                    |
| 13   | M267        | 工業園街                   | 跨境工業區邊檢大樓 |
| 14   | M209/2      | 青洲總站                   |                    |
| 15   | M205        | 跨境工業區                 | 跨境工業區邊檢大樓 |
| 16   | M211        | 青洲／鴨涌河               |                    |
| 17   | M6          | 青茂／鴨涌河變電站         | 青茂口岸           |
| 18   | M13         | 李寶椿街                   |                    |
| 19   | M8/2        | 巴波沙大馬路               |                    |
| 20   | M1/4        | 關閘總站                   | 關閘邊檢大樓       |
| 21   | M222/1      | 看台街                     |                    |
| 22   | M224        | 中心街                     |                    |
| 23   | M236        | 黑沙環中街／黑沙環衛生中心 |                    |
| 24   | M2/3        | 東方明珠總站               |                    |
| 25   | M232        | 勞動節街／裕華             |                    |
| 26   | M32/4       | 望廈總站                   |                    |

### 過往路線停站

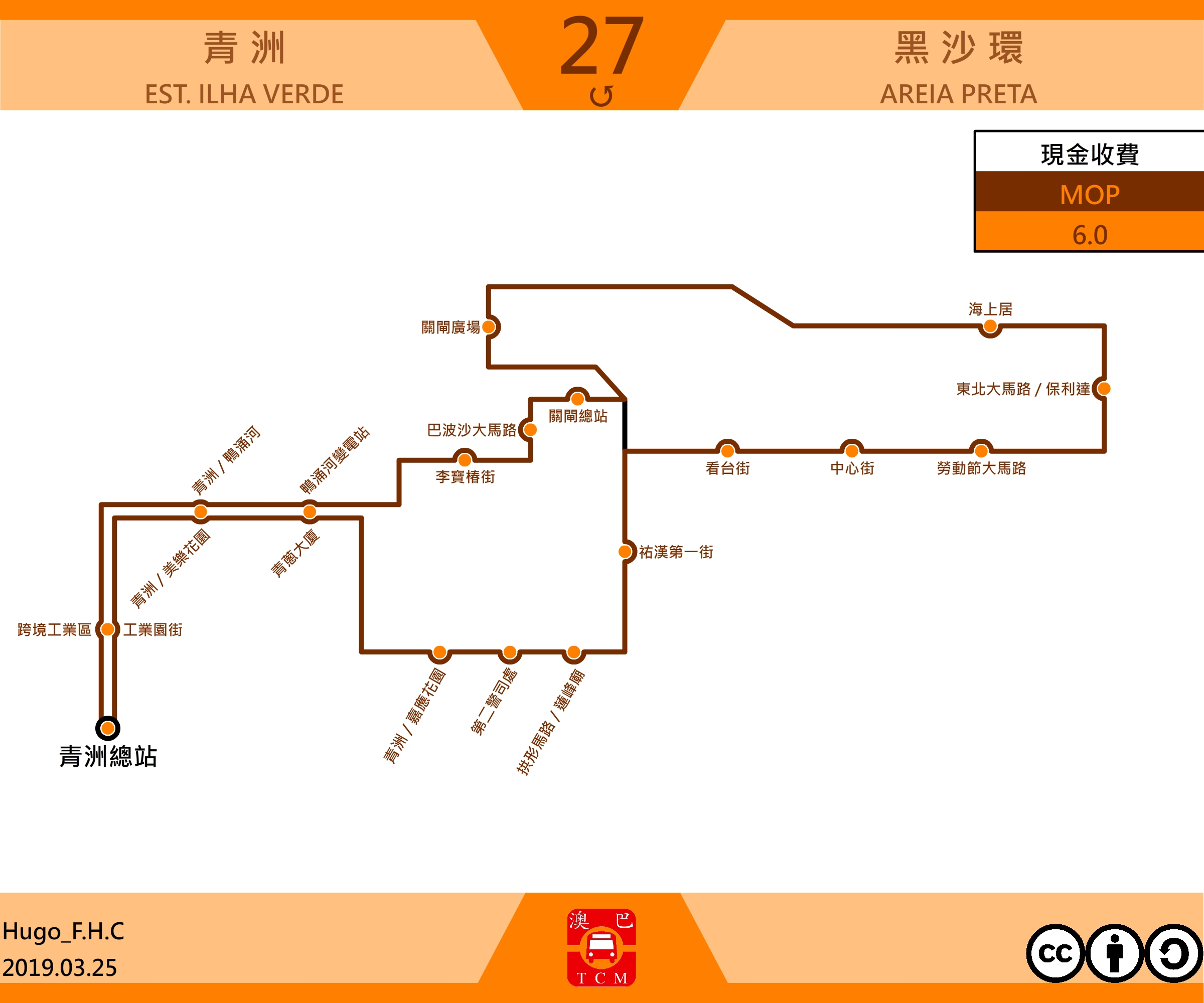
27路線青洲總站時期路線圖

| 27   | 青洲 ↺ 勞動節大馬路 | 青洲 ↺ 勞動節大馬路 | 青洲 ↺ 勞動節大馬路  |
| 序號 | 循環線              | 循環線              | 循環線               |
| 序號 | 站號                | 站名                | 出入境口岸           |
| 1    | M209/1              | 青洲總站            |                      |
| 2    | M205                | 跨境工業區          | 跨境工業區邊檢大樓   |
| 3    | M211                | 青洲／鴨涌河        |                      |
| 4    | M6                  | 青茂／鴨涌河變電站  | 青茂口岸澳門邊檢大樓 |
| 5    | M13                 | 李寶椿街            |                      |
| 6    | M8/2                | 巴波沙大馬路        |                      |
| 7    | M1/4                | 關閘總站            | 關閘邊檢大樓         |
| 8    | M222/1              | 看台街              |                      |
| 9    | M224                | 中心街              |                      |
| 10   | M219/2              | 勞動節大馬路        |                      |
| 11   | M235                | 東北大馬路／保利達  |                      |
| 12   | M247                | 海上居              |                      |
| 13   | M9                  | 關閘廣場            | 關閘邊檢大樓         |
| 14   | M281                | 祐漢第一街          |                      |
| 15   | M11                 | 拱形馬路／蓮峰廟    |                      |
| 16   | M12                 | 北區警司處          |                      |
| 17   | M21                 | 青洲／嘉應花園      |                      |
| 18   | M273                | 青茂／青葱大廈      | 青茂口岸澳門邊檢大樓 |
| 19   | M210                | 青洲／美樂花園      |                      |
| 20   | M267                | 工業園街            | 跨境工業區邊檢大樓   |
| 21   | M209/1              | 青洲總站            |                      |

## 本線分流路線
- 澳門巴士27S路線（已取消）

## 重大意外
- 2012年1月25日早上，一輛正行駛本線的「宇通」小巴（車隊編號：1055），沿菜園路往勞動節大馬路方向行駛，當駛至與馬場東大馬路交界時，懷疑一輛運載石油氣貨車衝紅燈，巴士攔腰猛撞石油氣貨車，並將車推撞向路中安全島的花圃石壆始停下。石油氣貨車事後被撞至嚴重變形扭曲，巴士車頭亦嚴重損毀，意外中貨車司機受傷被困車廂，要由消防員救出送院治理，慶幸石油氣貨車上只有一個空的石油氣樽才沒有釀成災難。[19]

## 爭議事件
- 2021年12月21日，一名駕駛本線的車長於青洲大馬路往青洲方向涉嫌逆線爬頭，過程十分危險，而該過程被網民目擊並拍照發佈至社交媒體。澳巴其後於12月23日對該事件作出回應，表示已對該車長作出解僱處理。[20]

## 圖片集

### 新時代時期
- 宇通ZK6770HG
- 宇通ZK6770HG
- 宇通ZK6118HGE

### 澳巴時期
- 宇通ZK6118HGE
- 宇通ZK6118HGE
- 宇通ZK6118HGE
- 宇通ZK6115HG1
- 宇通ZK6115HG1
- 宇通ZK6115HG1
- 宇通ZK6105HG
- 宇通ZK6118HGE
- 蘇州金龍KLQ6116GHEV
- 蘇州金龍KLQ6116GHEV
- 蘇州金龍KLQ6116GHEV
- 蘇州金龍KLQ6116GHEV
- 中通LCK6113SHEVG
- 中通LCK6113SHEVG
- 宇通ZK6128HGE
- 宇通ZK6128HGE

## 備註
1. ↑  使用「細電牌」及長尾牌未有更改顯示

## 外部連結
- 澳門公共汽車股份有限公司（官方網站） （页面存档备份，存于）